# Глибочок-Великий
Глибо́чок-Вели́кий — проміжна залізнична станція 4-го класу Тернопільської дирекції Львівської залізниці на електрифікованій лінії Тернопіль — Львів між станціями Тернопіль (9 км) та Озерна (16 км). Розташована в однойменному селі Тернопільського району Тернопільської області.

## Історія
Станція відкрита 28 грудня 1870 року, одночасно із відкриттям руху поїздів лінією Красне — Тернопіль.
У 1997 році станція електрифікована змінним струмом (~25 кВ) в складі дільниці Тернопіль — Золочів.

## Пасажирське сполучення
На станції зупиняються приміські електропоїзди сполученням Тернопіль — Красне / Львів.